# Птицы в Библии
Птицы (ивр. עוף‎, оф) являются частым персонажем библейского повествования. Они были сотворены на 5 день (Быт. 1:21). Некоторые комментаторы отмечают, что под древнееврейским словом, переведенным как «птицы», могут также подразумеваться летающие насекомые и животные с перепончатыми крыльями.  
Птицы упоминаются в связи с пищевыми запретами. Между тем, в Библии сказано, что евреи во время блуждания по пустыне ели перепелов (лат. Coturnix — Чис. 11:31). 
Также они использовались в качестве жертвы (Лев. 1:14). 
Иногда они обретают значение символа: например, когда Ной выпускает птиц из ковчега, то ворон (лат. Сorvus) несет дурное предзнаменование, а голубь (лат. Columba) — доброе (Быт. 8:8-11). Хотя именно воронам Бог повелел кормить Илью пророка в пустыне (3Цар. 17:4). В Новом Завете Святой Дух приобретает вид голубя (Мф. 3:16), а одно из приближенных к богу шестикрылых существ — вид орла (Отк. 4:7). Своеобразным обозначением времени служит петух (лат. Gallus) — (Мф. 26:34)
Также в Библии упомянута ласточка (лат. Hirundo — Иер. 8:7), аист (лат. Ciconia — Иер. 8:7) и павлин (лат. Pavo — 3Цар. 10:22)

## Запретные птицы
Запретные птицы - это те, которых нельзя употреблять в пищу (Лев. 11:13-19; Втор. 14:12-18): ворон, гриф (лат. Vulture), зуйки, ибис, кречет, коршун (лат. Milvus), лебедь (лат. Cygnus), орёл (лат. Aquila), пеликан, крохаль (лат. mergus), сова,  страус (нем. Struthio — Ис. 43:20), удод, филин, цапля,  чайка (лат. Larus), ястреб (лат. Accipiter).
В связи с тем, что переводы Библии не всегда совпадают, ряд птиц встречается в Вульгате, но отсутствует в Синодальном переводе: крохали (лат. mergulus — Втор. 14:17, Лев. 11:17), бюльбюли (лат. Ixonotus — Лев. 11:13).
В Библии Лютера появляются Ястреб-тетеревятник (нем. Habicht — Лев. 11:13), Скопа (нем. Fischadler — Лев. 11:13), кукушка (нем. Kuckuck — Лев. 11:16), Большая выпь (нем. Rohrdommel — Лев. 11:18).
В Библии короля Якова появляется бородач (англ. ossifrage — Втор. 14:12), баклан (англ. Cormorant — Втор. 14:17), чибис (англ. lapwing — Втор. 14:18)